# Samantha Womack
Samantha Womack (Brighton, Reino Unido, 2 de Novembro de 1972) é uma atriz e cantora britânica.

## Biografia
O pai de Samantha abandonou a família quando ela tinha três anos e depois da mãe casar com um médico a família mudou-se para Edimburgo. Em 2009 o seu pai, de 60 anos, foi encontrado enforcado na casa onde vivia sozinho.
Aos 15 anos saíu de casa e depois de um tempo a fumar, beber e a usar drogas, frequenta a Sylvia Young Theatre School em Londres. Samantha é sobrinha de Angie Best, ex-mulher do jogador de futebol George Best.
A atriz tornou-se conhecida em 1991, com apenas 18 anos, ao participar em A Song for Europe, que apura o representante britânico no Festival Eurovisão da Canção. A canção "A Message to Your Heart" chegou ao número trinta no UK Singles Chart.
Voltando ao seu amor pela representação, apareceu em alguns episódios de The Bill and Press Gang e Demob, ao lado de Griff Rhys Jones e Martin Clunes e substituiu Debbie Gibson na peça Grease.
A popularidade veio com a participação na popular sitcom da BBC, Game On, exibida em Portugal em 1999 com o título "O Jogo da Vida"..
Foi considerada pela revista FHM como a 21ª da lista das 100 Sexiest Women in the World em 1998 e em 1999 ficou em 41º lugar.
Entretanto trabalhou em várias séries de televisão e filmes, com destaque para a sua participação na popular soap opera britânica EastEnders, interpretando a personagem Ronnie Mitchell (que abandonou em 2011).
Depois de casar com Mark Womack em 2009, mudou o nome de Janus para Womack.

## Filmografia e Televisão
| Ano       | Título                     | Papel                       |
| --------- | -------------------------- | --------------------------- |
| 2012      | Smith & Linsy              | DC Rachel Linsy             |
| 2007      | EastEnders                 | Ronnie Mitchell (2007–2011) |
| 2007      | Wild at Heart              | Tessa                       |
| 2006      | Dead Man's Cards           | Kris                        |
| 2006      | Where the Heart Is         | Marla                       |
| 2006      | Home Again                 | Ingrid                      |
| 2005      | The Afternoon Play         | Emma Priestley              |
| 2004      | The Baby Juice Express     | Trixie                      |
| 2004      | Short                      | Tall Woman                  |
| 2003      | Strange                    | Jude Atkins                 |
| 2003      | Undercover Sex             | Jake                        |
| 2002      | Judge John Deed            | Mel Powell                  |
| 2002      | Strange                    | Jude Atkins                 |
| 2000      | Cinderella 2000!Cinderella | Cinderella Pantomime        |
| 1998      | Babes in the Wood          | Ruth Froud                  |
| 1998      | Liverpool 1                | DC Isobel de Pauli          |
| 1998      | Imogen's Face              | Imogen                      |
| 1998      | Breeders                   | Louise                      |
| 1998      | Up 'n' Under               | Hazel Scott                 |
| 1998      | Pie in the Sky             | Nicola                      |
| 1997      | The Grimleys               | Geraldine Titley            |
| 1995–1998 | Game On                    | Mandy Wilkins               |
| 1994      | Minder                     | Marian                      |
| 1993      | Health and Efficiency      | Charmaine                   |
| 1993      | Demob                      | Hedda                       |
| 1992      | The Bill                   | Annie Carlisle              |
| 1991      | Press Gang                 | Waitress                    |
| 1991      | El C.I.D.                  | Waitress                    |
| 1991      | A Murder of Quality        | Alice Lawry                 |
| 1990      | Spatz                      | Toni                        |
| 1990      | Jekyll & Hyde              | Young Maid (Margaret)       |